# Кастрат
Кастрат (від лат. castrao, лат. castratus — ослаблювати, викрадати, відбирати, обезсилити) — той, хто внаслідок кастрації, втратив здатність до розмноження. Вживається зазвичай стосовно чоловіків. Природними кастратами вважають чоловіків, які не здатні до розмноження внаслідок вроджених гормональних аномалій, наприклад синдром Кальмана (Hypopituitarismus).
Історично кастратами називали співаків, яким для збереження голосу (сопрано, мецо-сопрано або альт) до статевої зрілості вилучали яєчка. Внаслідок нестачі гормонів у період статевого дозрівання голос не змінювався. Хлопець виростав, зберігаючи свій дитячий голос, яким міг співати сильніше — як дорослий. Існувала також відповідна назва такого голосу — кастрато. Завдяки тренуванню та дорослим легеням голос співаків-кастратів мав широкий діапазон і тому вони дуже цінувались в давнину.
У сучасній мові слово кастрат вживають як синонім слова євнух.

### XVII—XVIII століття. Бароко

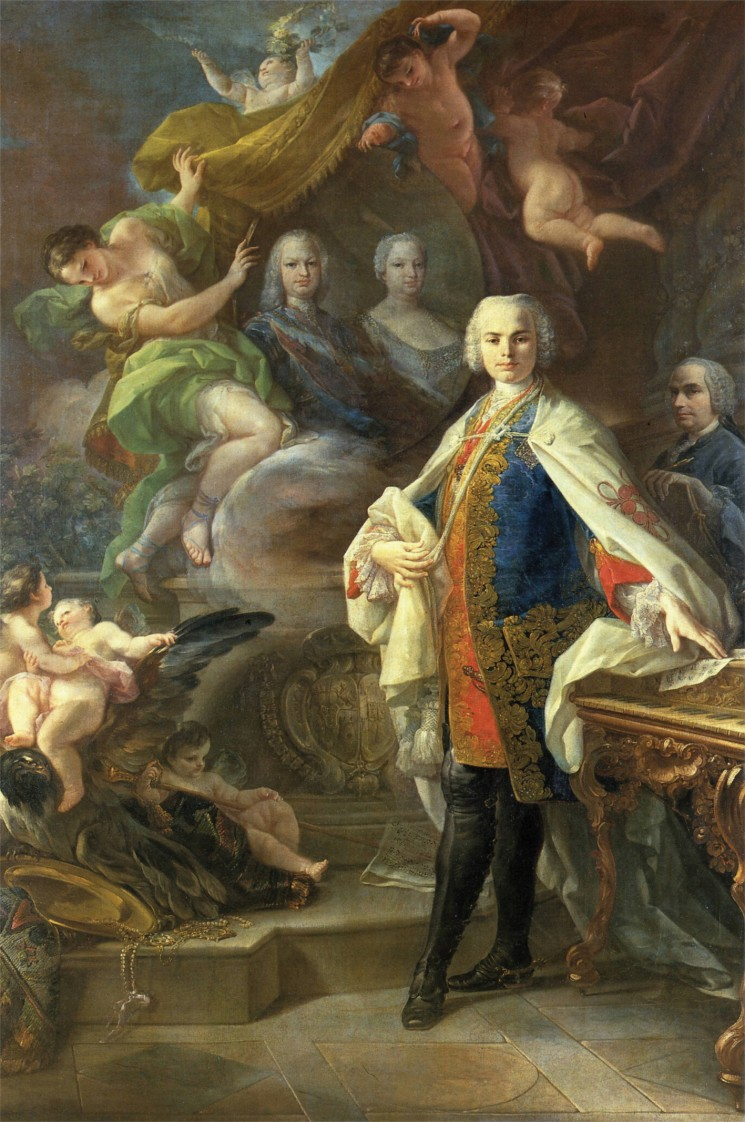
Фарінеллі— відомий співак-кастрат. Фрагмент картини Коррадо Джаквінто

## Історія

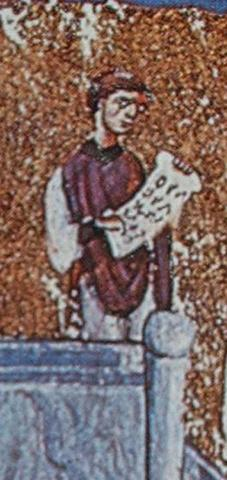
Візантійський кастрат,
11 сторіччя

Кастрація як форма пригноблення, поневолення та покарання сягає глибокої історії людства — аж до стародавніх шумерів. Натомість кастрати-співаки відомі з часів ранньої Візантії. Так у Константинополі близько 400 до Р.Х. у цісарівни Євдохи (Eudoxia) євнух Брісон (Brison) був керівником хору, що є свідченням участі кастратів у візантійському хорі. Проте точно невідомо, чи був сам Брісон співаком та чи були його колеги євнухами.
Співаки-кастрати стають відомими у IX ст. (хор собору Св. Софії у Константинополі) та були популярними аж до 1204 року, коли в ході четвертого хрестового походу Константинополь пограбували хрестоносці. Пізніше, майже через триста років, традиція співу кастрато відроджується та вдосконалюється в Італії. Проте ймовірно, що в іспанській традиції співу фальцетом були приховані кастрати. Адже Іспанія тривалий час перебувала у володінні арабів з їхньою традицією євнухів — охоронців гарему, які зазвичай були полоненими іноземцями. Тому можливо хтось із них був і співаком. Проте це більше припущення, ніж доведений факт.

### XX століття
Останнім відомим широкому загалу співаком був Алессандро Морескі (1858—1922), чий спів було записано в 1902 та 1904 рр. піонерами звукозапису з компанії Gramophone Company. Ці записи оцінені доволі неоднозначно через відсутність відомостей про параметри прослуховування та низьку якість запису. Слід враховувати також той факт, що на час проведення запису Морескі мав 44 роки.

## Деякі відомі співаки-кастрати
- Бальдасаре Феррі, Baldassare Ferri (1610–1680)
- Антоніо Марія Берначчі, Antonio Maria Bernacchi (1685–1756)
- Франческо Бернарді Сенесіно, Francesco Bernardi Senesino (1686–1758)
- Карло Броскі Фарінеллі, Carlo Broschi Farinelli (1705–1782)
- Ґаетано Маджорано Каффареллі, Gaetano Majorano Caffarelli (1710–1783)
- Джованні Манцуоллі, Giovanni Manzuoli (1720–1782)
- Ґаетано Ґуадаґні, Gaetano Guadagni (1725–1792)
- Ґаспаро Пак'єротті, Gasparo Pacchierotti (1740–1821)
- Луіджі Маркезі, Luigi Marchesi (1754–1829)
- Джіроламо Крескентіні, Girolamo Crescentini (1762–1848)
- Джованні Веллуті, Giovanni Velluti (1781–1861)